# 1073
Évszázadok: 10. század – 11. század – 12. század
Évtizedek: 1020-as évek – 1030-as évek – 1040-es évek – 1050-es évek – 1060-as évek – 1070-es évek – 1080-as évek – 1090-es évek – 1100-as évek – 1110-es évek – 1120-as évek
Évek: 1068 – 1069 – 1070 – 1071 –  1072 – 1073 – 1074 – 1075 – 1076 – 1077 – 1078

## Események
- április 22. – VII. Gergely pápa megválasztása (1085-ig uralkodik).[1]
- Sirakava japán császár trónra lépése.
- Jitchák Alfassi rabbi befejezi Rif című jogi munkáját.
- II. Szvjatoszláv kijevi nagyfejedelem trónra lépése, miután testvérével Vszevoloddal szövetkezve elűzte I. Izjaszlávot (1076-ig uralkodik).
- A szeldzsuk törökök meghódítják Ankarát.
- Salamon magyar király békét köt Géza és László hercegekkel.
- Worms kiváltságlevelet kap.

## Születések
- I. Alfonz aragóniai király († 1134).
- IV. Alkotó Szent Dávid grúz király
- III. Lipót osztrák őrgróf (Szent), Ausztria védőszentje

## Halálozások
- április 21. – II. Sándor pápa[1]
- Go-Szandzsó japán császár
- IX. Benedek ellenpápa (valószínű időpont)